# Jafre (Olivella)
Jafre (de vegades escrit Jafra) és un antic llogaret, actualment abandonat, en el Parc Natural del Garraf, al terme municipal d'Olivella. En un turó alt de 189 m es conserven les restes de la casa del baró de Jafre, la dels masovers i l'església de Santa Maria de Jafre amb la rectoria (el rector de Jafre ja és esmentat el 1305). És una obra que forma part de l'Inventari del Patrimoni Arquitectònic de Catalunya.

## Descripció
Es troba a la part oriental d'Olivella, a dalt d'un petit tossal (189 metres d'altitud) a l'esquerra de la riera de Jafre. Ara només resten alguns murs de la casa del baró, la dels masovers i la casa del rector. Encara resta dempeus la capella dedicada a Santa Maria de Jafre, una petita construcció d'una sola nau amb l'absis pla, coberta a dues aigües i arcs diafragmàtics a l'interior.

## Història
El topònim Jafre, segons Joan Coromines (Onomasticon Cataloniae, vol. IV, p. 460) prové del nom de persona àrab Ğā'far. Degué ser el nom d'algun possessor d'aquest lloc, que hi va viure abans que fos conquerit pel comte de Barcelona.
El lloc apareix documentat ja des del 1139. El 1143 Ramon Guillem llega el loco de Jafre al seu fill Pere i el 1332 s'esmenta un "Castell de Jafre". En un poblament del segle xiv s'hi recull un sol foc (o habitatge) i el 1413 s'indica que l'església de Santa Maria ja no té raó de ser perquè al poble no hi queda ningú amb vida. Al 21 d'agost del 1432 es va establir la unió perpètua de l'església de Jafre amb la de Sant Fèlix d'Olivella: actualment, la parròquia d'Olivella porta el nom de "Sant Pere i Sant Fèlix d'Olivella i Jafre".
El senyor de Jafre posseïa ja a primers del segle xiv el títol de baró. Al segle xvii, els barons de Jafre decideixen donar nou impuls al poble i hi nomenen un batlle (Francesc Mercer, el 1683) i en restauren l'església. La baronia de Jafre tenia encara el 1790 terme propi.
El 1819 Jafre perd el darrer batlle i s'incorpora definitivament al poble d'Olivella, segurament a causa dels vincles parroquials esmentats. L'economia tradicional de la quadra de Jafre es basava en la llenya i les pastures. Cap al XVII s'intensificà el conreu de la vinya. La fil·loxera (1879-1880), però, causarà el progressiu abandonament de les terres. Jafre encara tenia 19 habitants el 1960.
El poble havia tingut diverses masies, moltes deshabitades actualment, com els « Masets de Jafre», i altres encara amb vida, com el «Mas Mercer (o Marcer, la Fassina (que acull l'entitat "Jafra Natura", dedicada a la difusió del coneixement del Parc Natural del Garraf" i la Plana Novella, actualment amb un monestir budista. La riera de Jafre és un afluent i tributària de la riera de Begues (riera de Ribes al seu tram final).

### Els barons de Jafre
La senyoria de Jafre estava vinculada al castell del mateix nom i a les terres que l'envoltaven. Els seus propietaris foren, al llarg dels segles XIII i XIV jutges o batlles reials de Vilafranca del Penedès, i el 1332 (almenys) ja tenien el tractament de barons. El 1365 el baró era Bertran des Coll, i el títol va pertànyer a la família Bertran, fins que per enllaços matrimonials passà als Catà (segle xviii) i successivament als Martí, als Papiol (1717), la casa dels quals és ara el Museu Romàntic de Vilanova i la Geltrú, i als Torrents (1817).
Es conta que, el 1714, l'aleshores baró de Jafre acollí Rafael Casanova, ferit (i cercat pels vencedors filipistes) en una casa que tenia a Barcelona, primer, i - quan la recerca es calmà - al palauet que els Jafre tenien prop de l'església parroquial de Sant Boi de Llobregat.